# Partido Republicano Calderonista
El Partido Republicano Calderonista fue un partido político de Costa Rica que existió entre 1976 y 1983 cuando, junto a otros partidos de la Coalición Unidad, se fusiona en el Partido Unidad Social Cristiana. 
El partido fue fundado por Rafael Ángel Calderón Fournier, hijo del presidente Rafael Ángel Calderón Guardia, caudillo de los años cuarenta, reformador social e impulsor de las Garantías Sociales y líder del calderonismo. El partido al que pertenecía Calderón Guardia se llamaba Partido Republicano Nacional y llevó varios presidentes al poder entre ellos Ricardo Jiménez Oreamuno, León Cortés Castro, Teodoro Picado Michalski y el propio Calderón Guardia, por lo que el partido claramente hacía alusión a la tradición histórica del calderonismo. 
Si bien el PRN perteneció a varias alianzas y coaliciones tanto antes de la guerra del 48 como después, como el Bloque de la Victoria y la Coalición Unificación Nacional, para esta fecha ya había desaparecido. En 1976 el Republicano Calderonista se unió a los partidos Renovación Democrática, Unión Popular y Demócrata Cristiano para formar la Coalición Unidad que llevó a la presidencia a Rodrigo Carazo Odio en las elecciones presidenciales de Costa Rica de 1978. Calderón Fournier sería canciller en la administración Carazo. 
Para las elecciones de 1982 la Unidad postuló a Calderón como candidato presidencial quedando en segundo lugar. Un año después en diciembre de 1983 los partidos que conformaban la Coalición Unidad se deciden fusionar formando el Partido Unidad Social Cristiana por el cual Calderón sería electo presidente en 1990. La bandera rojiazul del PUSC deriva directamente de la bandera de este partido.